# Campeonato Carioca 1947
In 1947 werd het 42ste Campeonato Carioca gespeeld voor voetbalclubs uit de toen nog Braziliaanse hoofdstad Rio de Janeiro. De competitie werd gespeeld van 3 augustus tot 28 december. Vasco da Gama werd kampioen. 

## Eindstand
| Plaats | Club          | Wed. | W  | G | V  | Saldo | Ptn. |
| ------ | ------------- | ---- | -- | - | -- | ----- | ---- |
| 1.     | Vasco da Gama | 20   | 17 | 3 | 0  | 68:20 | 37   |
| 2.     | Botafogo      | 20   | 13 | 4 | 3  | 51:21 | 30   |
| 3.     | America       | 20   | 14 | 1 | 5  | 54:32 | 29   |
| 4.     | Fluminense    | 20   | 11 | 6 | 3  | 65:40 | 28   |
| 5.     | Flamengo      | 20   | 11 | 4 | 5  | 54:38 | 26   |
| 6.     | Madureira     | 20   | 6  | 5 | 9  | 50:43 | 17   |
| 6.     | Olaria        | 20   | 6  | 5 | 9  | 42:44 | 17   |
| 8.     | Canto do Rio  | 20   | 5  | 2 | 13 | 43:87 | 12   |
| 9.     | São Cristóvão | 20   | 3  | 4 | 13 | 34:61 | 10   |
| 9.     | Bangu         | 20   | 4  | 2 | 14 | 45:71 | 10   |
| 11.    | Bonsucesso    | 20   | 1  | 2 | 17 | 28:77 | 4    |

|  | Kampioen |

### Kampioen
| Campeonato Carioca de 1947        |
| Rio de Janeiro                    |
| --------------------------------- |
| VASCO DA GAMA Kampioen (7° titel) |

## Topschutters
| Speler            | Speler         | Goals | Club          |
| ----------------- | -------------- | ----- | ------------- |
| Vlag van Brazilië | Dimas          | 18    | Vasco da Gama |
| Vlag van Brazilië | Ademir Menezes | 16    | Fluminense    |
| Vlag van Brazilië | Jair           | 16    | Flamengo      |
| Vlag van Brazilië | Durval         | 16    | Madureira     |
| Vlag van Brazilië | Moacir Bueno   | 15    | Bangu         |